# 馬田·明捷夫
馬田·明捷夫（2001年4月22日—），是保加利亞的著名職業足球運動員，司職翼鋒 / 前鋒，現效力於捷克甲組足球聯賽球會布拉格斯巴達。

## 外部連結
- Soccerway資料庫：馬田·明捷夫
- 馬田·明捷夫－UEFA國際賽競賽紀錄
- 馬田·明捷夫在 National-Football-Teams.com 上的出场纪录